# Karina
| Drenge- | Drenge-   | Pige- | Pige-    | Efter- | Efter-      |
| ------- | --------- | ----- | -------- | ------ | ----------- |
| 1       | Peter     | 1     | Anne     | 1      | Nielsen     |
| 2       | Michael   | 2     | Mette    | 2      | Jensen      |
| 3       | Lars      | 3     | Kirsten  | 3      | Hansen      |
| 4       | Jens      | 4     | Hanne    | 4      | Andersen    |
| 5       | Thomas    | 5     | Anna     | 5      | Pedersen    |
| 6       | Henrik    | 6     | Helle    | 6      | Christensen |
| 7       | Søren     | 7     | Maria    | 7      | Larsen      |
| 8       | Christian | 8     | Susanne  | 8      | Sørensen    |
| 9       | Martin    | 9     | Lene     | 9      | Rasmussen   |
| 10      | Jan       | 10    | Marianne | 10     | Jørgensen   |

Karina er et pigenavn, der er afledt af Katharina, som betyder "ren". Navnet er tæt forbundet med Karen og findes også i varianten Carina. Omkring 16.000 danskere bærer et af disse navne ifølge Danmarks Statistik.

## Kendte personer med navnet
- Anna Karina, dansk skuespiller (kunstnernavn).
- Karina Bell, dansk skuespiller.
- Carina Christensen, dansk folketingsmedlem og minister.
- Carina Melchior, dansk kvinde fulgt i dokumentarfilm.
- Karina Sørensen, dansk folketingsmedlem.

## Navnet anvendt i fiktion
- Karina er titlen på en popsang indsunget af Ulla Pia.

## Andre anvendelser
- Carina er en populær model fra bilmærket Toyota.
- Carina er den latinske betegnelse for stjernebilledet Kølen.